# Reza Abbaschian
Reza Abbaschian é um engenheiro iraniano / americano, Distinto Professor de Engenharia Mecânica e o ex-Reitor da Bourns College of Engineering, entre outros. Em 2006, ele foi eleito para a Associação Americana para o Avanço da Ciência, Sociedade de Minerais, Metais e Materiais e ASM, sendo que nesta última foi um ex-presidente.
Abbaschian é considerado fundamental no estabelecimento de uma relação com Winston Chung, a qual resultou numa doação de US $ 10 milhões para a faculdade.